# Трпезарија
Трпезарија је просторија у којој се обедује, посебно она у којој се једу главни или формалнији оброци. Може се односити на просторију у кући, односно стану, у којој се обедује или на просторију у хотелу у којој се сервирају оброци.
Осим на просторију, појам се у неформалном говору може односити и на намештај намењен опремању те просторије, а који се обично користи у трпезарији и понекад продаје као одговарајући комплет - трпезаријски сто, столице и комода (креденац).

## Етимологија
Реч трпезарија води порекло од грчке речи трапезион (τράπεζιoν) - сто на којем се сервира храна. Трпезарија означава просторију у којој је смештен такав сто, односно у којој се једе.
Занимљиво је да исти корен има и reč трапез. Долази од латинске речи трапезиум (trapezium) – латинске форме грчке речи трапезион. У Еуклидовим Елементима овим термином означавани су сви четвороуглови осим квадрата, ромба и правоугаонка, а такође и зарубљена пирамида.

## Историја
Трпезарија, просторија у кући која подстиче опуштање, дружење, и уживање у храни је релативно нова идеја. Када су људи  напустили природна склоништа и почели да граде своја станишта, у њима је постојала само једна просторија за све намене - спавање, припрему хране и јело. Према  многим историчарима, идеја о посебној просторији која служи само за обедовање родила се у Старој Грчкој. Вековима је оваква просторија у кући била луксуз који су себи могли приуштити само имућни чланови друштва.

### Стари век
Стари Грци су међу првима препознали да обедовање у интими и удобности ојачава статус и класну повезаност. Водећи мушкарци најмоћнијих полиса окупљали су се на богатим вечерима у просторијама посебно дизајнираним за гозбу. У тим просторијама налазило се не више од једанаест лежајева од камена или дрвета, на којима се могло сместити највише два мушкарца. Млади су седели на земљи. Млади и стари пили су разблажено вино (беванду), јели медењаке и кестење и водили филозофске расправе.

Овакав живописан опис римљанске трпезарије скрива мрачну стварност. Добро уређено римско домаћинство могло је имати чак 400 робова који су урадили све, од избора менија до прављења и уручивања поклона за госте. У свим активностима „милост” је била само парола. Најмања грешка доводила је јдо бруталних казни. Како пише историчар Рои Стронг „ако је игра била недовољно занимљива или је риба лоше зачињена, кувар би био разодевен и претучен, иако су се кувари рангирали прилично високо у хијерархији робова.“ Према једном запису, послужитељ пића је разбио кристални чашицу. За овај прекршај одсечене су му руке и окачене му око врата и био је приморан да парадира кроз трпезарију. Затим је жив бачен у рибњак, као храну за рибе месождерке.

Римљани обедовали су у сличној засебној просторији, која се звала триклинијум (triclinium). Ни они, као ни Стари Грци, нису јели седећи већ лежећи, а лежајеви су били нешто другачији, како би се прилагодили женама и мушкарцима, јер су и жене могле да присуствују овим друштвеним догађајима. Локацију просторије у кући одређивали су годишње доба и каприц домаћина. Током врелог медитеранског лета биране су оне у које је продирао поветарац, док су зими коришћене просторије заклоњене од промаје. Неке су биране тако да се из њих пружа поглед на море или на околни пејзаж. Стари Римљани су понекад постављали своје трпезе и напољу. Најлуксузнији трпезаријски простори истовремено су били удобни и задивљујући. У једном триклинијуму у Помпеји налазиле су се фонтане из којих је вода прскала чак и са столова. Гости извесног Лориуса Тибуртинуса (Loreius Tiburtinus) могли су бирати разноврсне ђаконије из великих базена у просторијама осликаним фрескама јарких боја са митолошким темама.

### Средњи век
За разлику од оних у старом веку, средњовековне трпезарије биле су скромно уређене, неудобне и препуне намештаја, иако су гозбе биле богате. Једини украс биле су богато украшене таписерије.
Удобност трпезарије је расла са процватом трговине, односно успоном средње класе, а упоредо су се мењали и појмови дома и огњишта. Од средине 14. до средине 16. века људи су почели да једу и живе боље захваљујући развоју тржишне економије. Чак су и плате радничке класе порасле. Салони, „трпезаријске коморе” и друге просторије погодни за обедовање почели су да се појављују и у архитектонским плановима. Велики ренесансни архитекта Леон Батиста Алберти написао је да трпезарија треба да буде смештена тако да се у њу улази из средишта куће, саветујући даље да би „требало да постоји једна трпезарија за лето, једна за зиму и једна за средња годишња доба”. Два века касније Енглез Вилијам Сандерсон препоручивао је да се у трпезарији окаче слике краљева и краљица.

### Савремено доба
Са већим платама дошла је и повећана потрошња робе, а тиме и намјештаја и прибора за припрему хране. Временом се развила култура становања карактеристична за новонастале услове. Једна од карактеристика ове културе - трпезарија, нудила је место на којем ће чланови породице дискретно моћи да уживају у свакодневном дружењу, па је уређивана тако да одаје пријатну и удобну атмосферу. У неким срединама уређење трпезарије довођено је до невероватних крајности. У Викторијанском периоду (19. век) у Уједињеном краљевству ово су биле раскошне просторије, опремљене тапацираним столицама, комодама од махагонија, посуђем од калаја, кинеским порцеланом, ланеним салветама и столњацима и сребрним прибором за јело. Архитектонски водичи и каталози кухињског прибора били су дебели попут телефонских именика. Оброци су за Викторијанце били су догађај, и они су за ове прилике обезбеђивали онолико удобно окружење колико су могли да приуште.
Ова пракса преселила се и у Сједињене Америчке Државе, па су припадници средње класе подизали кредит да би својој породици приуштили раскошну трпезарију, јер је, између осталог, ова просторија представљала разлику између њих и сиромашних слојева - постала је статусни симбол. Крајем 19. века многе грађанске куће имале су две просторије за обедовање. Једну поред кухиње, за неформалне породичне оброке и другу за свечане јавне догађаје. Ова друга, елегантнија просторија приказивала је укус и статус породице. Била је опремљена плинским лустерима, тешким таписеријама, столовима и столицама од црног ораха или неког другог скупог дрвета. На бочним сточићима било је изложено на десетине предмета од порцелана, сребра и стакла. Средину столова красили су украси у облику ружа од сребра или стакла. Са плафона су висиле бројне папрати, а палме су расле у позлаћеним жардињерама. Компликовани цветни аранжмани красили су стратешке тачке просторије, а лампе или сребрни свећњаци опремљена воштаним свећама и обојеним сенилима осветљавали су цео призор.
Па ипак, намештај није био довољан да се средња класа дистанцира од најнижих слојева. Угледни припадници буржоазије морали су гајити и добре манире. Зато су оброци постали друштвени догађаји са сопственим правилима која су одређивала строго одређено време оброка, понашање за столом, прибор за јело и сл. Међутим, развој савременог друштва у другој половини 19. приморао је радничку класу, а у мањој мери и домаћинства средње класе да прилагоде свој живот радном времену. У претходним деценијама супруге и мајке су дочекивале своје породице на оброк око подне, током паузе. Деца су журила кући из школе, очеви с посла. Крајем 19. века ова традиција породичног окупљања око ручка је у великој мери нестала. Породице су свој главни оброк померале на вечерње сате, а отац породице је често зарађени хлеб могао да подели са породицом само недељом.

### 20. век
Доласком 20. века трпезарију је, као главну просторију за обедовање, заменила кухиња, јер је запосленим члановима породице обедовање у кухињи нудило веће погодности. У то време многе породице почињу више да брину о индивидуалном здрављу и продуктивности него о викторијанском моралу и манирима. Према речима историчара Харвија Грина (Harvey Green), „Напредни идеал ефикасности и новодобијена посвећеност средње класе и елите очувању здравља и кондиције, помогли су промени старих схватања о изгледу и функцији куће. Кухиња и купатило постали су жаришта савета и критика, заменивши концентрацију претходне ере на салон и трпезарију.“ У тренду је била здрава храна и дијетална исхрана, богата житарицама и воћем које су замениле висококалоричне пудинге и масну храну. Од тада до сада мало шта се променило.
У савременим архитектонским решењима трпезарија је често део кухиње или дневне собе, јединствена целина или одвојена параваном, шанком, делом намештаја или неком сличном преградом која дефинише простор. Код малих станова простор трпезарије се може визуелно дефинисати и постављањем тепиха или неке друге подне облоге, на средини које ће се поставити трпезаријски сто. У оваквим случајевима трпезаријски намештај би требало стилски ускладити са осталим намештајем у просторији.

## Архитектонски нормативи
Према нормативима за стамбене зграде и станове у Србији, минимална прописана ширина трпезарије треба да буде 2,2 м. Такође није дозвољена директна веза купатила, односно тоалета са дневном собом и трпезаријом. Гарсоњера и једнособан стан немају издвојену просторију за обедовање, док је за једноипособне и веће она обавезна.

## Уређење трпезарије
У савременом дому трпезарија није само место за обедовање, већ и простор за окупљање породице и пријатеља и свакодневне активности, од израде домаћих задатака до игре и забаве. Ова просторија поново постаје центар породичног окупљања.
Најважнији елемент у осмишљавању простора трпезарије је избор места за трпезаријски сто. Овај комад намештаја има највећи утицај на функционалност и удобност просторије у којој се обедује.
Основни трпезаријски намештај представљају трпезаријски сто и столице. Ако је простор већи може се допунити и ормарима и витринама за смештај чаша, прибора за јело и разних украса. Простор трпезарије може се оплеменити и низом различитих детаља, какви су: тепих, огледало, декоративно осветљење, цвеђе у вазама или саксијама, завесе и слично.

### Трпезаријски сто
Трпезаријски сто је један од најважнијих елемената и често дефинише стил трпезарије.  Први и основни критеријум по коме се бира трпезаријски сто је величина просторије. За мање просторије бира се сто за четворо, док се у веће могу сместити и они за шест и више особа. За све популарније мале станове најбоље решење је склопиви трпезаријски сто који се врло лако склони када није у употреби. Штеди простор, а не губи на својој функционалности. Величина стола требала би да буде таква да у просторији оставља довољно места за прилаз столицама.
- Минималне димензије квадратног стола за четворо су 75×75 цм али се препоручује 90×90 цм. Може бити и кружни, кружни пречника 110 цм. Оптимална димензија стола за четири особе је 120×80 цм.
- Сто за шест особа не треба да је мањи од 140×80 цм или кружни пречника 140 цм.[10]

Трпезаријски сто може бити направљен од различитих материјала. Најчешће је то дрво, али зависно од ентеријера може бити направљен и од метала, пластике, стакла и др. Облик је најчешће правоугаони, ређе кружни, али су све популарнији столови са плочама атипичног, оригиналног облика. Тако, на пример, сто са дрвеном плочом неправилне ивице у савремене ентеријер уноси дашак природе. Класичним ентеријерима најбоље одговарају столови са богатим дрвеним текстурама и тамнијим нијансама. Савремени стил добро се слаже са минималистичким једноставним столовима, док индустријском стилу одговара сто са металним елементима. Један од битних елемената трпезаријског стола може бити и столњак, који ће бојом и дезеном допринети атмосфери просторије.

### Трпезаријске столице
Трпезаријске столице могу бити најразличитијег облика и дизајна. Најчешће су стилски уједначене са столом, али могу бити и потпуно различите, чак и међусобно. Уместо столица око трпезаријског стола се могу поставити и клупе, угаоне гарнитуре и слично.

### Осветљење у трпезарији
У трпезарији светлост игра веома важну улогу јер ствара жељену атмосферу. Извор светлости треба да буде изнад трпезаријског стола. Светиљка треба да буде постављена тако да виси на око 70 цм од површине стола, како светло не би заслепљивало људи који седе за столом. Најчешће решење је плафонска светиљка која виси изнад средине стола. Прстен светлости који пада одозго раздваја зону хране од околног простора. Алтернативно решење, које ће дати исти ефекат али интимнију атмосферу, представља једна или две подне лампе постављене иза линије столица.
Ако у трпезарији нема довољно природног светла, или је простор мали, проблем се може решити постављањем зидних огледала која рефлектују светлост и стварају илузију већег простора.

### Боје у трпезарији
Трпезарија је једна од оних просторија у којој се ретко експериментише са јарким и необичним бојама. Већина људи за њу бира неутралне нијансе, док јој карактер наглашавају разни декоративни предмети као што су столњаци, салвете и слично. Благе, пастелне нијансе зелене, сиве и розе боје, на пример, стварају веома пријатну атмосферу, а простор чине визуелно већим него што јесте. Топле боје отварају апетит, па је мање конвенционална, али свакако ефектна боја која доминира у трпезарији и црвена. Зато, на пример, већина ресторана брзе хране у свом логотипу садржи управо ову боју. У трпезарији никада не би смела да доминира плава боја јер она, као боја хладног спектра, затвара апетит.

### Фенг шу у трпезарији
По фенг шуију, трпезарија је просторија од велике важности за укућане, јер ту заједно обедују. Ако је урађена у складу са овом филозофијом, може помоћи у унапређењу односа и заједништва. Најбоље је да се налази у средини дома, у близини кухиње, а што даље од улазних врата. Огледала су један од пожељних елемената, јер одају утисак пространства и удвостручавања хране, па самим тим и благостања.

## Трпезарија хотела и ресторана
Хотели се, према више критеријума врсти и начину услуге сврставају у хотеле ниже и хотеле више категорије. Ове категорије означавају се звездицама (1-5). Број звездица који ће неки хотел имати зависи од много фактора, међу којима су: спољашњи изглед објекта, квалитет услуге, хигијена, квалитет хране, додатни садржаји и други. На нивоу Европске уније требало је да се уведе хотелска стандардизација (The European Hotelstar Union) која би била прихваћена у свим државама чланицама. Ипак, иако је израђена, она није обавезна него служи само као смерница, а заснива се на немачком систему који је имао велики утицај на класификацију хотела у средњој Европи. Према овој категоризацији сви хотели (укључујући и оне најнижих категорија који не морају имати ресторан) морају имати трпезарију у којој се служи доручак.
Трпезарија, била она формална или лежерна, најважнија је просторија у ресторану. Дизајн ове просторије игра велику улогу у укупном амбијенту ресторана. Осим столова и столица овај простор опремљен је и низом других садржаја, од којих неки треба да су скривени од очију посетилаца. Тип столова и столица зависи највише од величине просторије. Фиксирани столови штеде простор, али су класични погоднији у случају да их је потребно саставити за веће друштво. Намештај је добро да буде што једноставнији, јер се у рељефним украсима на столовима и столицама задржавају остаци хране, масноћа и сличне нечистоће, што захтева већу пажњу код одржавања. Слично је и са тканинама којима могу бити пресвучена седишта и наслони столица.
Дизајн ресторана треба да представља равнотежу између удобности и максималног капацитета гостију. Кључни део било које добро испланиране трпезарије ресторана је постојање помоћне просторије за додатни прибор, која треба да буде лако доступна особљу, али заклоњена од погледа гостију. У овој просторији треба да се налази апарат за кафу, додатни тањири, чаше, шоље и прибор за јело, салвете и зачини. Прочитајте читав комплетан преглед онога што се чека у станици чекања, укључујући и систем за праћење промета и стања залиха (POS - Point Of Sale). Други неопходан елемент трпезарије ресторана или хотела је и пулт за особље на коме се, између осталог, налази и каса. Други елеменат који се може налазити у самој трпезарији или одмах поред ње је ресторански бар. .

### Намештај ресторанске или хотелске трпезарије
Намештај у трпезарији хотела или ресторана обично се састоји од столова, столица, шанка и хладњака за вино. Радне површине шанка најчешће су стаклене, дрвене или висококвалитетне камене. Намештај треба да буде стилски уједначен, а на основу тога и декорација. Столови су најчешће правоугаони или округли, а могу бити и они који се лако могу развући и продужити у случају потребе. Столице би требало да су упарене са столовима.

## Трпезарија и савремене технологије
Савремене технологије нуде велики број услуга које се односе на потребе у вези трпезарија. Тако се на тржишту могу наћи различите апликације, од помоћи код уређења и одабира намештаја, до помоћи око сналажења у трпезарији (правилно сервирање прибора за јело, распоред седења и сл).